# Landgraf

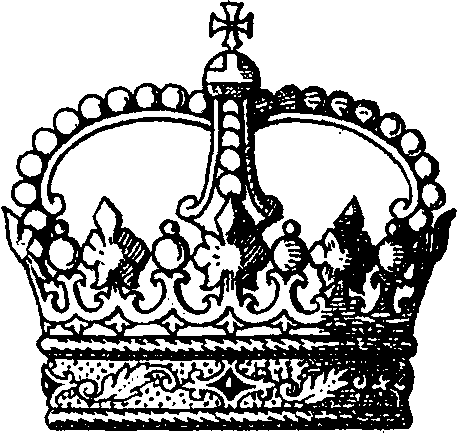
Heraldische Krone eines Landgrafen

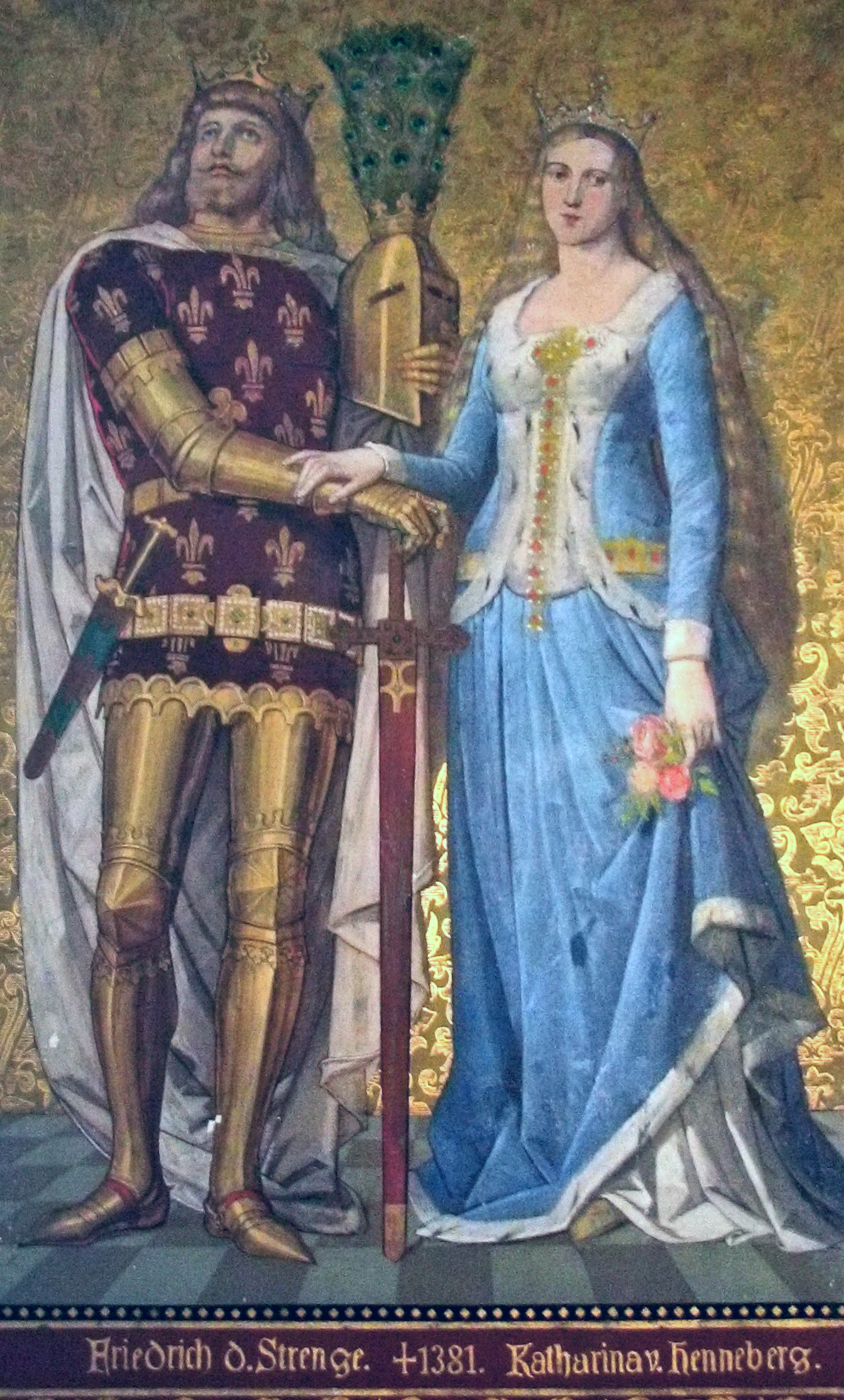
Friedrich III., der Strenge, Landgraf von Thüringen und Markgraf von Meißen, Historiengemälde des 19. Jahrhunderts auf der Albrechtsburg in Meißen

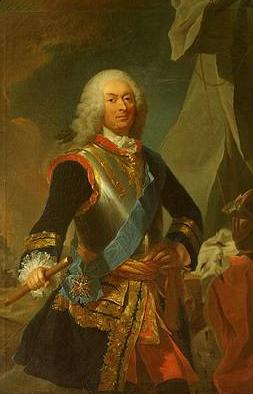
Landgraf Wilhelm VIII. von Hessen-Kassel, Gemälde von Johann Heinrich Tischbein dem Älteren

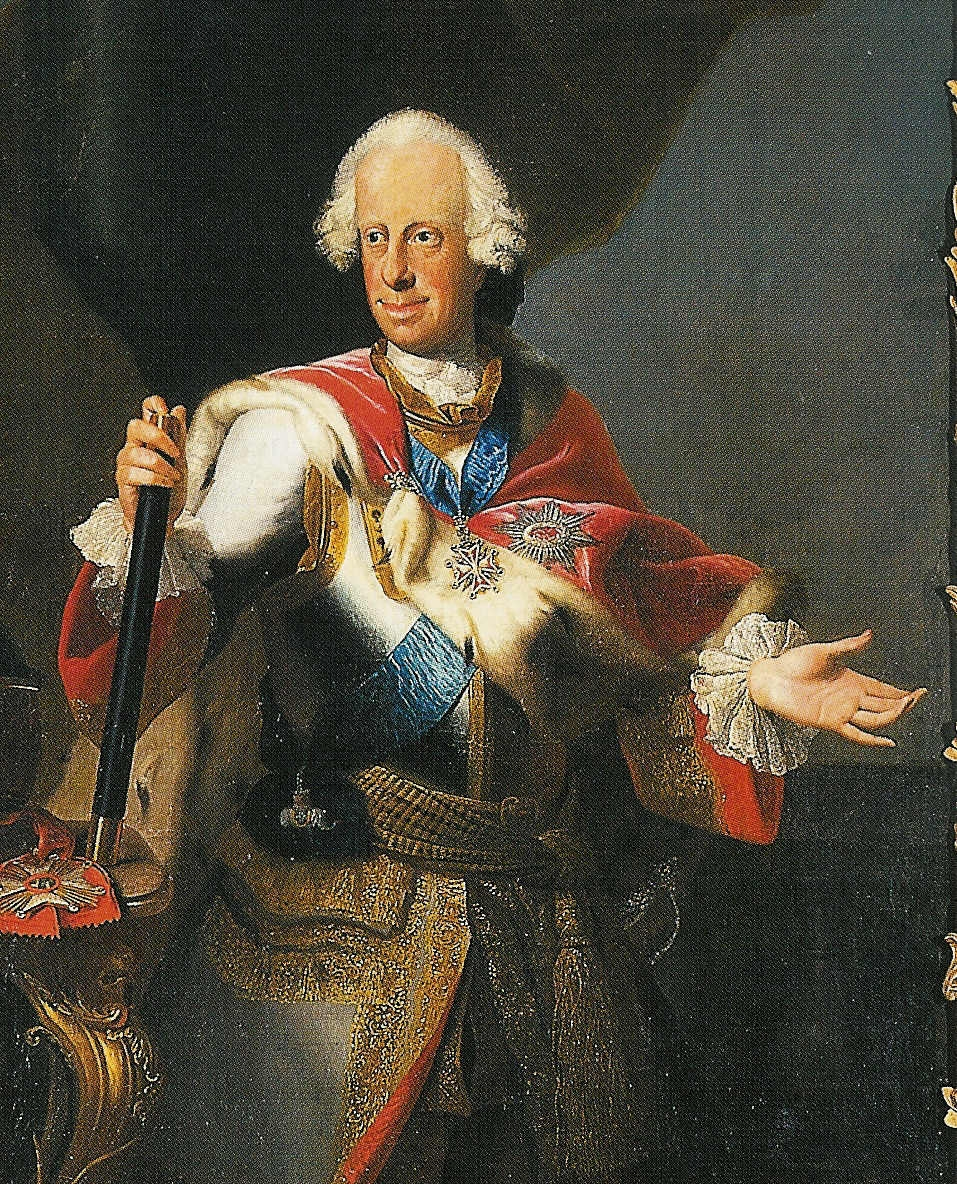
Landgraf Ludwig VIII. von Hessen-Darmstadt

Der Landgraf (lateinisch: comes provincialis, comes patriae, comes terrae, comes magnus, comes provinciae, comes principalis, lantgravius) ist ein Fürstentitel und steht damit über dem einfachen Grafenstand. Im Heiligen Römischen Reich waren spätestens ab dem Spätmittelalter Land-, Mark- und einige Pfalzgrafen dem Reichsfürstenstand angehörig und damit den Herzögen faktisch gleichgestellt. Am bedeutendsten waren im Hohen Mittelalter die Landgrafen von Thüringen. 
In der Zeit des Deutschen Bundes bestanden noch die Landgrafschaften Hessen-Kassel und Hessen-Homburg. Die Anrede der zu Kurfürsten erhobenen Landgrafen von Hessen-Kassel war ab 1815 (Königliche) Hoheit. Der Landgraf von Hessen-Homburg, dem anders als seinen Verwandten in Kassel und Darmstadt keine Standeserhöhung zuteilwurde, wurde mit hochfürstliche Durchlaucht angesprochen.

## Entwicklung der Landgrafenwürde
Anfänglich war der Landgraf ein hoher königlicher bzw. kaiserlicher Amtsträger, der in einem Herrschaftsgebiet, ursprünglich innerhalb der Reichsgrenzen gelegen, die hohe Gerichtsbarkeit unmittelbar vom deutschen König zum Lehen hatte. Der Landgraf übte dabei in Gebieten, in denen die alten Grafenrechte stark zersplittert waren, die Nachfolge des früheren Gaugrafen als Standesrichter über alle Freien und Adligen aus. Hierbei lag keine Vermittlung eines Herzogs, Bischofs oder Pfalzgrafen vor. Landgrafschaften waren primär politische Schöpfungen, um die Macht der Stammesherzöge abzuschwächen und die Versuche von Grafen zu unterbinden, ohne königliche Legitimation die hohe Gerichtsbarkeit in ihrer Grafschaft auf Personen auszudehnen, die zuvor nur der königlichen Gerichtsbarkeit unterworfen waren. Sie dienten damit der Bewahrung alter königlicher Rechte. Die Inhaber der Landgrafenwürde besaßen meist andere Grafenrechte, die in der persönlichen Bedeutung über den Rechten als Landgraf standen, weshalb die Landgrafenwürde meist erst hinter den anderen Würden aufgeführt wurde. Eine Ausnahme stellen Thüringen und Hessen dar. In diesen Ländern wurde die Landgrafenwürde an die Ludowinger vergeben, die dort auch über bedeutende Grafen- und Grundherrschaftsrechte sowie andere Regalien verfügten. In Thüringen war der landgräfliche Titel mit dem Vorsitz des Landfriedensgerichts in Mittelhausen verbunden. Dadurch konnten sie die richterlichen Rechte eines Landgrafen über andere Freie und Adlige zur Stärkung ihrer Territorialrechte außerhalb ihrer eigentlichen Besitzungen benutzen, bis sie schließlich im Bereich ihrer Landgrafschaft quasi herzogliche Rechte ausübten und zu Reichsfürsten ernannt wurden. Der Landgrafentitel diente dabei der Zusammenfassung und Überhöhung aller übrigen einzelnen Grafenrechte.
Alle übrigen Landgrafschaften waren weit weniger bedeutend und besaßen auch nicht aufgrund der Landgrafschaft, sondern höchstens aufgrund ihrer übrigen gräflichen Rechte, den Reichsfürstenstand.
Der Landgrafentitel kam spätestens 1248 durch die Nachfahren der Landgrafen von Thüringen (Sophie von Brabant, Tochter Ludwigs IV. und der Heiligen Elisabeth) nach Hessen (Haus Hessen). Der Titel „Landgraf von Thüringen“ wurde nach dem Tod Friedrichs IV. 1440 durch den Titel Herzog von Sachsen überdeckt, da Friedrichs IV. Nachfolger die Söhne Friedrich I. waren, der 1423 vom König das Herzogtum Sachsen-Wittenberg samt Kurwürde erhalten hatte. 
In Thüringen scheint der landgräfliche Titel auf den Vorsitz der Grafen im Landfriedensgericht zurückzugehen.
Im Jahre 1292 wurde die neugegründete Landgrafschaft Hessen vom König als Reichsfürstentum bestätigt. Die Brabanter Linien in Hessen – das Haus Hessen – führten bis ins 19. Jahrhundert den Landgrafentitel, bevor der Landgraf von Hessen-Kassel 1803, nach Beschluss des Reichsdeputationshauptschlusses, vom Kaiser des Heiligen Römischen Reiches mit der Würde eines Kurfürsten bedacht wurde. (Obwohl Kurfürst kein Titel, sondern nur eine Stellung war, gelang es dem nach wie vor Landgrafen nach zähem Kampf und großzügigem Einsatz von Geldspenden beim Wiener Kongress, sich primär als Kurfürst bezeichnen zu dürfen und als „Königliche Hoheit“ anreden zu lassen.) Der Landgraf von Hessen-Darmstadt wurde durch Napoleon I. zum Großherzog erhoben. Die Fürsten nannten sich fortan Kurfürst, respektive Großherzog und souveräner Landgraf. Die zeitweilig an Darmstadt zurückgefallene Landgrafschaft Hessen-Homburg wurde 1815 als souveränes Fürstentum im Deutschen Bund, dem es 1817 beitrat, wiederhergestellt. Als 1866 der dortige regierende Landgraf kinderlos verstarb, fiel die Landgrafschaft Hessen-Homburg endgültig an das Großherzogtum Hessen (Darmstadt) zurück. Im selben Jahr wurde, infolge des Preußisch-Österreichischen Krieges, Kurhessen durch Preußen annektiert und das Territorium Hessen-Homburg fiel ebenfalls an das Königreich Preußen.
Im Haus Hessen wird schließlich ab 1920, nach dem Verlust der Kurfürsten- bzw. Großherzogstitel, heute wieder der Name Prinz und Landgraf von Hessen getragen. Jedoch nur der jeweilige Chef des Hauses tritt in der Öffentlichkeit auch als Landgraf von Hessen auf, alle anderen Familienmitglieder bezeichnen sich öffentlich als Prinz oder Prinzessin von Hessen.

## Übersicht über die Landgrafschaften
- Älteste Landgrafschaften in Lothringen sind:
  - Brabant: urkundlich bezeugt bei der Gründung der Abtei von Affligem 1086, Graf Heinrich III. von Löwen, comes patriae Bracbatensis
  - Geldern (ndl: Gelre) (wahrscheinlich zu identifizieren mit der Teisterbant) in einer Kaiserurkunde, MGH DD Henrici IV nr. 459: Gerardus lantgrave (= Gerhard I. von Geldern, der Flaminius) 1096
  - Hochstaden (12. Jahrhundert)

- Landgrafschaften in Schwaben[4]
  - Baar
  - Breisgau
  - Hegau und Madach
  - Heiligenberg (Linzgau)
  - Klettgau
  - Nellenburg
  - Sausenberg
  - Stühlingen (Alpgau)

- Landgrafschaften in der heutigen Schweiz[5]
  - Aarburgund
  - Burgund
  - Buchsgau
  - Frickgau
  - Sisgau
  - Thurgau
  - Zürichgau

- Weitere Landgrafschaften[6]
  - Oberelsass
  - Unterelsass
  - Hessen
  - Leuchtenberg
  - Stefling
  - Thüringen: Gründung der Landgrafschaft 1131. Erster Landgraf war Ludwig I. (Die ältere Geschichtsschreibung hat bereits Hermann I. von Winzenburg († 1122) in den Jahren 1111 und 1112 als Landgraf in Thüringen vermutet).
  - Leiningen im Wormsgau